# 北村治禧
北村 治禧（きたむら はるよし、1915年1月1日 - 2001年8月21日）は、日本の彫刻家、日本芸術院会員。長崎県出身。父は北村西望、妻路子（大正12年生まれ）は柿原万蔵（秩父鉄道社長）の二女。
父西望は曠原社を率いると、1922年（大正11年）、西ケ原に彫刻研究所を開いた。1953年（昭和28年）に父が当時の滝野川区から東京都武蔵野市にアトリエと住まいを移すと、北村治禧がひとりで創作を続け、1983年（昭和58年）に建て替えた。東京都北区は治禧の没後、2002年にアトリエを受贈し、寄託された作品とともに「（仮称）彫刻アトリエ館」として定期的に公開している。

## 人物
- 1915年 1月1日[6]、彫刻家の北村西望の長男として長崎に生まれ、東京都滝野川[2]に移住（現・北区[7]）。
- 1933年 東京美術学校に入学、彫刻科塑造部で学び始める[8]
- 1936年 第4学年在学中[9]に文部省美術展覧会において「少女」が初入選[10]、女性像を造った。
- 1937年 東京美術学校を卒業[7][11][12][13]
- 1938年 第2回文展入選、第3部彫塑部[14]
- 1944年 第6回文展【第3部】『髪』受賞[15][2]
- 1968年 日本芸術院賞を受賞[16]。「光る波」で日展入賞[6]
- 1980年 日本芸術院会員となる[6]
- 1981年 日展常務理事、日本彫刻会常務理事[17][18]。
- 1986年 勲三等瑞宝章受章[7]
- 1987年 日展理事長に就任[6]
- 1990年 日本彫刻会理事長
- 1991年 作品『麗新』を板橋駅東口の駅前広場に建てる（北区滝野川7-2[19]）[20]。
- 1992年 秋田県立近代美術館が『妖精I・II・III』を取得[21]）。
- 1995年 東京都北区名誉区民に選定される[22][23][5]
- 2000年 石川県立美術館にて第31回日展金沢展に出展[24]
- 2001年 没。
- 2002年 3月、東京都北区が遺族からアトリエを受贈、北村父子の彫刻作品を寄託される[4]。
- 2002年 6月、石川県立美術館にて第33回日展金沢展に出展[25]